# Jonatan Cristaldo
Jonatan Ezequiel Cristaldo (Buenos Aires, 5 de março de 1989), mais conhecido como Cristaldo, é um futebolista argentino que atua como atacante. Atualmente está no Oriente Petrolero.

## Clubes

### Vélez Sársfield
Em 22 de abril de 2007 Cristaldo fez sua estreia profissional pelo Vélez Sársfield em uma derrota de 0–2 em casa contra o Rosario Central, ele fez seu primeiro gol como profissional contra o mesmo Rosario Central em uma vitória por 2–1 em casa pelo Torneio Clausura de 2008.
Cristaldo venceu seu primeiro título argentino com o Vélez, o Torneio Clausura de 2009, ele foi reserva no torneio até a décima primeira rodada do campeonato, depois tornou-se titular absoluto e fez quatro gols em 14 partidas.
No segundo semestre de 2009, Cristaldo marcou o gol da vitória do Vélez por 1–0 diante do Boca Juniors na Copa Sul-Americana de 2009, dando a vaga a sua equipe.

### Metalist
Em janeiro de 2011, Cristaldo foi contratado pelo Metalist Kharkiv da Ucrânia, que comprou 80% dos direitos federativos do jogador da equipe argentina.

### Palmeiras
Em 14 de agosto de 2014, Cristaldo foi apresentado como o novo camisa 9 da Sociedade Esportiva Palmeiras, em um contrato de 4 anos.
Durante sua primeira temporada, Cristaldo não se consolidou como titular, mas se transformou em um dos principais jogadores do clube e numa espécie de xodó da torcida, pelo jeito irreverente e por participar de momentos decisivos importantes da equipe. Em 2 de dezembro de 2015, sagrou-se campeão da Copa do do Brasil de 2015 pelo Palmeiras na decisão contra o Santos que representou a primeira finalíssima da história disputada no Allianz Parque. Na disputa de pênaltis que definiu o título, Cristaldo foi um dos cobradores que tiveram êxito. Apesar de ter saído no decorrer do ano de 2016, participou de algumas partidas do Campeonato Brasileiro de 2016, no qual o Palmeiras sagrou-se vencedor ao final do referido ano.
Todos os gols de Cristaldo pelo Palmeiras:
|     | Data                    | Local                            | Placar | Resultado | Adversário           | Gols | Competição            |
| --- | ----------------------- | -------------------------------- | ------ | --------- | -------------------- | ---- | --------------------- |
| 1.  | 10 de setembro de 2014  | Pacaembu, São Paulo              | 1–0    | 1–0       | Criciúma             | 1    | Campeonato Brasileiro |
| 2.  | 28 de setembro de 2014  | Orlando Scarpelli, Florianópolis | 1–0    | 1–3       | Figueirense          | 1    | Campeonato Brasileiro |
| 3.  | 11 de fevereiro de 2015 | Allianz Parque, São Paulo        | 1–0    | 3–0       | Rio Claro            | 1    | Campeonato Paulista   |
| 4.  | 22 de fevereiro de 2015 | Tenentão, Penápolis              | 1–0    | 2–0       | Penapolense          | 2    | Campeonato Paulista   |
| 5.  | 22 de fevereiro de 2015 | Tenentão, Penápolis              | 2–0    | 2–0       | Penapolense          | 2    | Campeonato Paulista   |
| 6.  | 4 de março de 2015      | Lomantão, Vitória da Conquista   | 1–0    | 4–1       | Vitória da Conquista | 1    | Copa do Brasil        |
| 7.  | 29 de abril de 2015     | Castelão, São Luís               | 0–1    | 1–1       | Sampaio Corrêa       | 1    | Copa do Brasil        |
| 8.  | 12 de maio de 2015      | Allianz Parque, São Paulo        | 2–1    | 5–1       | Sampaio Corrêa       | 1    | Copa do Brasil        |
| 9.  | 14 de junho de 2015     | Allianz Parque, São Paulo        | 2–1    | 2–1       | Fluminense           | 1    | Campeonato Brasileiro |
| 10. | 28 de junho de 2015     | Allianz Parque, São Paulo        | 4–0    | 4–0       | São Paulo            | 1    | Campeonato Brasileiro |
| 11. | 1 de julho de 2015      | Allianz Parque, São Paulo        | 2–0    | 2–0       | Chapecoense          | 1    | Campeonato Brasileiro |
| 12. | 8 de julho de 2015      | Allianz Parque, São Paulo        | 3–0    | 3–0       | Avaí                 | 1    | Campeonato Brasileiro |
| 13. | 9 de agosto de 2015     | Mineirão, Belo Horizonte         | 1–1    | 1–2       | Cruzeiro             | 1    | Campeonato Brasileiro |
| 14. | 17 de outubro de 2015   | Ressacada, Florianópolis         | 2–0    | 3–1       | Avaí                 | 1    | Campeonato Brasileiro |
| 15. | 28 de fevereiro de 2016 | Allianz Parque, São Paulo        | 1–1    | 1–2       | Ferroviária          | 1    | Campeonato Paulista   |
| 16. | 3 de março de 2016      | Allianz Parque, São Paulo        | 1–0    | 2–0       | Rosário Central      | 1    | Libertadores          |
| 17. | 6 de março de 2016      | Allianz Parque, São Paulo        | 3–1    | 4–1       | Capivariano          | 1    | Campeonato Paulista   |
| 18. | 15 de junho de 2016     | Couto Pereira, Curitiba          | 2–1    | 2–2       | Coritiba             | 1    | Campeonato Brasileiro |

### Cruz Azul
Sem ter muito espaço no Palmeiras, e apesar do seu carinho pelo clube, no dia 27 de junho de 2016 acertou por 3 temporadas com o Cruz Azul, do México.

### Monterrey
Em 2017, buscando mais espaço, Cristaldo transferiu-se por empréstimo para o Monterrey.

### Volta ao Vélez Sársfield
Ainda sem muito espaço no futebol mexicano, acertou empréstimo até o fim do ano de 2017 com o Vélez Sársfield, clube que o revelou.

### Quase vinda à Ponte Preta
Em 13 de abril de 2018, foi anunciado como reforço da Ponte Preta.Porém, em 19 de abril, comunicou a diretoria do clube que só voltará a jogar futebol apenas após a Copa do Mundo em razão de problemas particulares, frustrando a expectativa do clube campineiro de contar com ele.

### Racing
No dia 20 de maio de 2018 foi anunciado como reforço do Racing com um contrato de 1 ano. Permaneceu no clube até o inicio de 2021.

### Newell's Old Boys
Com passagem rápida, reforçou o Newell's Old Boys na temporada de 2021.

### Club Independiente Petrolero
Chegou ao Independiente Petrolero à custo zero no dia 03 de março de 2022. Permaneceu até o inicio de 2023, sendo vendido ao Oriente Petroleiro e comprado novamente para a temporada de 2024.

### Club Deportivo Oriente Petroleiro
Também à custo zero chegou ao Oriente Petroleiro em 11 de janeiro de 2023. Permaneceu no clube por uma temporada e retornou ao Independiente Petrolero.

### São Bernardo Futebol Clube
Em 22 de julho de 2024 é anunciada a contratação de Jonatan Cristaldo por parte do São Bernardo FC, o clube aurinegro do Grande ABC Paulista. O jogador chega no meio da temporada para disputar a Série C do Campeonato Brasileiro. Este foi o seu retorno ao futebol brasileiro após 8 anos. Após apenas 4 partidas deixou o São Bernardo em outubro de 2024.

## Seleção Argentina
Estreou pela Seleção Argentina principal em 5 de junho de 2011 diante a Polônia.

## Títulos
Vélez Sársfield
- Campeonato Argentino – Torneio Clausura: 2009

Palmeiras
- Copa do Brasil: 2015
- Campeonato Brasileiro: 2016

Racing
- Campeonato Argentino: 2018–19